# ریکی هاتون
ریکی هاتون (انگلیسی: Ricky Hatton؛ زادهٔ ۶ اکتبر ۱۹۷۸) بوکسور اهل بریتانیا است.